# El Príncipe Gitano
Enrique Castellón Vargas, més conegut pel seu nom artístic El Príncipe Gitano (València, Espanya, 7 d'abril de 1928 - 22 d'abril de 2020) va ser un actor, cantant de flamenc i ballarí espanyol. Era conegut per interpretar Obi, Obá i la versió de In the Ghetto d'Elvis Presley.
Va morir el 22 d'abril de 2020 a causa de la malaltia COVID-19.

## Filmografia
| Any  | Títol                 | Paper              | Notes                       |
| ---- | --------------------- | ------------------ | --------------------------- |
| 1969 | Españolear            |                    | Crèdits: El Príncipe Gitano |
| 1967 | El milagro del cante. |                    |                             |
| 1965 | El alma de la clopa   | Gabriel            |                             |
| 1956 | Verano en España      | El Príncipe Gitano | Crèdits: El Príncipe Gitano |
| 1956 | Un heredero en apuros | Pepe Hillo         | Crèdits: El Príncipe Gitano |
| 1954 | Brindis al cielo      |                    |                             |